# Лащинский, Леонтий
Леонтий Лащинский (середина XVII в. — 1719) — военный эпохи Гетманщины, сделавший успешную карьеру при ставленнике Петра  I гетмане Скоропадском. Сотник Красноколядинский (Прилуцкий полк, 1710—1717), знатный войсковой товарищ, бунчуковый товарищ. Получил право на русское потомственное дворянство (герб «Ла́риса»).